# Maximilian Marterer
Maximilian Marterer (Nuremberg, 15 de juny de 1995) és un tennista alemany.
Ha desenvolupat la major part de la seva trajectòria en el circuit ATP Challenger i no ha arribat a disputar mai cap final en el circuit ATP. Ha arribat a ocupar el 45è lloc del rànquing individual (2018) i el 249è en dobles masculins (2019). Ha format part de l'equip alemany de la Copa Davis en diverses ocasions i va col·laborar en la consecució de la United Cup de 2024.
Fill de Michael i Sabien Marterer, va començar a jugar a tennis amb cinc anys amb el seu pare.
En categoria júnior va disputar la final l'Open d'Austràlia l'any 2013 en la modalitat de dobles masculins junt a l'austríac Lucas Miedler.

## Palmarès

### Equips: 1 (1−0)
| Resultat  | Núm. | Data               | Torneig                       | Superfície | Equip                                                                       | Oponents                                                                                 | Marcador |
| --------- | ---- | ------------------ | ----------------------------- | ---------- | --------------------------------------------------------------------------- | ---------------------------------------------------------------------------------------- | -------- |
| Guanyador | 1.   | 7 de gener de 2024 | United Cup, Sydney, Austràlia | Dura       | Angelique Kerber Tatjana Maria Laura Siegemund Kai Wehnelt Alexander Zverev | Hubert Hurkacz Katarzyna Kawa Daniel Michalski Katarzyna Piter Iga Świątek Jan Zieliński | 2−1      |

## Trajectòria

### Individual
| Open d'Austràlia | A   | Q1  | Q1   | 3R    | 2R   | Q1  | Q2  | 1R  | Q1  | 1R | 0 / 4   | 3 – 4   |
| Roland Garros | A   | A   | Q2   | 4R    | 1R   | Q1  | 1R  | Q1  | Q1  | 2R | 0 / 4   | 4 – 4   |
| Wimbledon | A   | A   | Q1   | 1R    | A    | NC  | Q1  | 2R  | 3R  | 1R | 0 / 6   | 5 – 6   |
| US Open | A   | A   | 1R   | 1R    | A    | A   | 1R  | 1R  | Q2  | 1R | 0 / 5   | 0 – 5   |
| Victòries − Derrotes | 0−2 | 0−2 | 0−10 | 18−23 | 5−10 | 2−1 | 0−4 | 1−3 | 9−6 |    | 32 – 59 | 32 – 59 |
| Rànquing a final d'any | 264 | 176 | 90   | 74    | 239  | 209 | 229 | 159 | 91  |    |         |         |
| Llegenda: G: Guanyador; F: Finalista; SF: Semifinalista; QF: Quarts de final; Q: Qualificació; A: Absent; RR: Round Robin; |     |     |      |       |      |     |     |     |     |    |         |         |